# Bloody Mary (Furia femenina)
Bloody Mary es una Vampira extraterrestre ficticia, creada para la editorial DC Comics por Karl Kesel y Barbara Kesel, debutando en las páginas de Hawk and Dove Vol.2 #21 (febrero de 1991).

## Biografía del personaje ficticio
Bloody Mary es una miembro de las Furias Juveniles, siendo una vampira energética que disfruta alimentándose de sus víctimas. También vuela utilizando un disco y puede proyectar energía de sus ojos que puede manipular a sus enemigos. Odia ser tocada y atacará a cualquiera que se atreva a hacerlo. Ella solamente ha trabajado con las Furias en pocas ocasiones, por lo que es considerada como reservista.
Tiene un cameo menor en el arco "The Armagetto Ron!" cuando Superman investiga en Apokolips un hecho que tiene que ver con el döppëlgangër suyo tras su muerte y resurrección.
Cuando una misteriosa figura comenzó a asesinar a varios de los Nuevos Dioses, Bloody Mary se unió a sus hermanas guerreras en un intento por hacer que Wonder Girl (Cassandra Sandsmark) se uniera a sus filas para tener una mayor protección. Mientras que lucha contra la joven amazona, Bloody Mary sería asesinada por Infinity-Man.

## Poderes y habilidades
Bloody Mary al ser una vampira de energía, bebe la sangre de sus víctimas y en el proceso, absorbe su energía vital, una vez hecho esto, ella puede controlar mentalmente a sus víctimas. Ella también puede proyectar rayos a través de sus ojos que puede mover objetos/personas telequinéticamente. Mary también posee la capacidad de sentir la presencia de otros seres en su área inmediata.

## Otras versiones

### Sorvereign Seven
- La serie Sorvereign Seven, muestra una versión alternativa del personaje, donde muere después de que ella tratase de chupar la vida de Maitresse. Sin embargo, esta historia, nunca fue planteada que fuese parte de la continuidad en el Universo DC.

### Dakotaverso (Tierra-M)/Milestone Media
- Una versión creada para los cómics de Milestone Media (Propiedad de DC Comics) es una villana enemiga del superhéroe Kobalt.

### DC: Helix
- El extinto sello editorial Helix de DC Comics, creó una miniserie de cuatro partes escrita por Garth Ennis e ilustrada por Carlos Ezguerra, llamada Bloody Mary, en la cual un personaje llamado Mary Malone (Por el cual toma se titula el cómic como "Bloody Mary") es una agente estadounidense detrás de las líneas enemigas en un futuro posapocalíptico. dicha serie tendría otra secuela, titulada, Bloody Mary: Lady Liberty, en el que se continúa las aventuras del personaje.

### Ame-Comi Girls
- La furia también posee una versión alternativa, en las páginas de los cómics Ame-Comi Girls, donde es miembro de las furias piratas espaciales lideradas por Big Barda.